# Колекція Де ла Крус
Колекція Де ла Крус — це галерея мистецтв у Маямі, Флорида за адресою 23 NE 41st St, що належить американському кубинцю й бізнесмену Карлосу де ла Крус та його дружині Розі. Тут розміщена їх колекція мистецтв, що відкрита для громадськості безкоштовно.
Колекція Да ла Круз відкрилася у 2009 році й розміщена у будівлі площею 2800 м2, що спроектована Джоном Маркеттом. Колекція містить твори сучасного мистецтва Іси Гензкен, Крістофера Вула, Фелікса Гонсалес-Торреса, Марка Бредфорда, Пітера Дога, Дена Колена, Нейта Лоумана.
У 2016 році ArtNews додав Розу та Карлоса Де ла Крус у своє всесвітнє опитування «Топ-200 колекціонерів».